# NWA International Tag Team Championship (Vancouver version)
L'NWA International Tag Team Championship (Vancouver version) è stato un titolo della divisione tag promosso dalla NWA All Star Wrestling, affiliata canadese della National Wrestling Alliance (NWA).
Il titolo fu attivo dal 1982 al 1985, quando la federazione terminò l'affiliazione con la National Wrestling Alliance.

## Storia
Il titolo fu introdotto nel 1982, quando la versione locale del NWA Canadian Tag Team Championship fu temporaneamente disattivata. In un primo momento il titolo fu considerato come l'alloro massimo della divisione tag team, ma fu retrocesso a titolo secondario quando il NWA Canadian Tag Team Championship fu riattivato nel 1983, godendo di considerazione minore fino al 1985, quando la All Star Wrestling terminò l'affiliazione con la National Wrestling Alliance, ritirando entrambi i riconoscimenti.

## Albo d'oro
| Legenda  |                                                                               |
| -------- | ----------------------------------------------------------------------------- |
| #        | Indica il numero del regno titolato                                           |
| Regno    | Viene indicato il numero del regno del campione                               |
| Data     | La data in cui il titolo è stato vinto                                        |
| Località | Indica il luogo in cui il titolo è stato vinto                                |
| Note     | Indica notizie particolari riguardanti i cambi di titolo o altre informazioni |

| #                          | Campione                               | Regno | Data            | Giorni | Località                        | Evento     | Note | Fonti |
| -------------------------- | -------------------------------------- | ----- | --------------- | ------ | ------------------------------- | ---------- | --- | ----- |
| 1                          | Ramon Torres e Ricky Torres            | 1     | 1982            | --     | --                              | --         | I due iniziarono ad essere promossi come detentori di questa versione del titolo al loro arrivo nel territorio. |       |
| 2                          | Dean Ho e Sonny Myers                  | 1     | 8 febbraio 1982 | 54     | Columbia Britannica             | House show | Sconfiggendo Ramon Torres e Tiny Anderson, che sostituiva Ricky Torres.                                         |       |
| 3                          | Bruiser Costa e Terry Adonis           | 1     | 3 aprile 1982   | 142    | Cloverdale, Columbia Britannica | House show | |       |
| 4                          | Dean Ho (2) e Moondog Moretti          | 1     | 23 agosto 1982  | 138    | Vancouver, Columbia Britannica  | House show | Sconfiggendo Costa e Butcher Hughes, che sostituiva Terry Adonis.                                               |       |
| 5                          | Moose Morowski e Al Tomko              | 1     | 8 gennaio 1983  | 17     | Cloverdale, Columbia Britannica | House show | |       |
| —                          | Vacante                                | —     | 25 gennaio 1983 | —      | —                               | —          | Il titolo fu reso vacante per motivi non noti.                                                                  |       |
| 6                          | Terry Adonis (2) e Timothy Flowers     | 1     | 21 marzo 1983   | 70     | Vancouver, Columbia Britannica  | House show | In un torneo per riassegnare il titolo vacante, sconfiggendo in finale Dean Ho e Moondog Moretti                |       |
| 7                          | Bob Brown e Buzz Tyler                 | 1     | 30 maggio 1983  | --     | Vancouver, Columbia Britannica  | House show | |       |
| Storia del titolo non nota |                                        |       |                 |        |                                 |            | |       |
| 8                          | Terry Adonis (3) e Timothy Flowers (2) | 2     | 1985            | --     | Columbia Britannica             | House show | |       |
| 9                          | Bob Brown (2) e Al Tomko (2)           | 1     | 1985            | --     | Columbia Britannica             | House show | |       |
| 10                         | Elton Stanton e Butch Moffat           | 1     | 1985            | --     | Columbia Britannica             | House show | |       |
| —                          | Vacante                                | —     | luglio 1985     | —      | —                               | —          | Il titolo fu reso vacante in seguito alla sospensione di Stanton e Moffat                                       |       |
| Storia del titolo non nota |                                        |       |                 |        |                                 |            | |       |
| 11                         | Rick Davis e Dave Gold                 | 1     | 1985            | --     | Columbia Britannica             | House show | |       |
| 12                         | Sonny Myers (2) e Super Destroyer      | 1     | 7 dicembre 1985 | --     | Columbia Britannica             | House show | |       |
| —                          | Disattivato                            | —     | 1985            | —      | —                               | —          | Il titolo fu disattivato quando la federazione terminò l'affiliazione con la National Wrestling Alliance.       |       |